# Біла Мурована
Біла Мурована — колишнє село у Яворівському районі. Відселене у зв'язку з утворенням Яворівського військового полігону. Поруч знаходяться колишні села Ясенівка, Крущини, Бідин, Клепарів, Біла Піскова, Парипси, село Кам'яна Гора.